# Pes mosca
El pes mosca és una categoria competitiva de pes de la boxa i d'altres esports de combat.
A la boxa professional, la categoria abasta els boxejadors que pesen entre 48,988 quilos (108 lliures) i 50,802 quilos (112 lliures).

## Dones i cadets
A la boxa professional no hi ha diferències entre homes i dones, pel que fa als límits entre les categories, amb l'aclariment que entre les dones no existeix la categoria de pes superpesant i, per tant, la categoria màxima és pes pesant.
A la boxa amateur sí que hi ha diferències en els límits de les categories, entre els homes majors (adults i júniors), pel que fa a les dones i els cadets (menors d'edat). En el cas de la boxa femenina, la categoria de pes mosca és la següent:
- Límit inferior: 46 quilos.
- Límit superior: 48 quilos.

## Boxa professional
El britànic Jimmy Wilde és reconegut per ser el primer boxejador campió del món del pes mosca després de la seva victòria contra Young Zulu Kid per KO a l'11è assalt el 18 de desembre de 1916.

### Títol inaugural
| Organització | Boxejador        | Data                   |
| WBA          | Fighting Harada  | 10 d'octubre de 1962   |
| WBC          | Hiroyuki Ebihara | 18 de setembre de 1963 |
| IBF          | Soon Chun-kwon   | 24 de desembre de 1983 |
| WBO          | Elvis Álvarez    | 3 de març de 1989      |

## Boxa amateur

### Campions olímpics
| Edició               | Or                                   | Argent                               | Bronze                               |
| 1904 St. Louis       | George Finnegan                      | Miles Burke                          | No es concedí                        |
| 1906-1912            | No fou inclòs en el programa olímpic | No fou inclòs en el programa olímpic | No fou inclòs en el programa olímpic |
| 1920 Anvers          | Frankie Genaro                       | Anders Petersen                      | William Cuthbertson                  |
| 1924 París           | Fidel LaBarba                        | James McKenzie                       | Raymond Fee                          |
| 1928 Amsterdam       | Antal Kocsis                         | Armand Apell                         | Carlo Cavagnoli                      |
| 1932 Los Angeles     | István Énekes                        | Francisco Cabañas                    | Louis Salica                         |
| 1936 Berlín          | Willy Kaiser                         | Gavino Matta                         | Louis Laurie                         |
| 1948 Londres         | Pascual Pérez                        | Spartaco Bandinelli                  | Han Soo-Ann                          |
| 1952 Hèlsinki        | Nate Brooks                          | Edgar Basel                          | Anatoli Bulakov                      |
| 1952 Hèlsinki        | Nate Brooks                          | Edgar Basel                          | Willie Toweel                        |
| 1956 Melbourne       | Terence Spinks                       | Mircea Dobrescu                      | John Caldwell                        |
| 1956 Melbourne       | Terence Spinks                       | Mircea Dobrescu                      | René Libeer                          |
| 1960 Roma            | Gyula Török                          | Sergei Sivko                         | Abdel El-Guindi                      |
| 1960 Roma            | Gyula Török                          | Sergei Sivko                         | Kiyoshi Tanabe                       |
| 1964 Tòquio          | Fernando Atzori                      | Artur Olech                          | Robert Carmody                       |
| 1964 Tòquio          | Fernando Atzori                      | Artur Olech                          | Stanislav Sorokin                    |
| 1968 Ciutat de Mèxic | Ricardo Delgado                      | Artur Olech                          | Servílio de Oliveira                 |
| 1968 Ciutat de Mèxic | Ricardo Delgado                      | Artur Olech                          | Leo Rwabwogo                         |
| 1972 Múnic           | Georgi Kostadinov                    | Leo Rwabwogo                         | Leszek Błażyński                     |
| 1972 Múnic           | Georgi Kostadinov                    | Leo Rwabwogo                         | Douglas Rodríguez                    |
| 1976 Mont-real       | Leo Randolph                         | Ramón Duvalón                        | Leszek Błażyński                     |
| 1976 Mont-real       | Leo Randolph                         | Ramón Duvalón                        | David Torosyan                       |
| 1980 Moscou          | Petar Lesov                          | V. Miroshnichenko                    | Hugh Russell                         |
| 1980 Moscou          | Petar Lesov                          | V. Miroshnichenko                    | János Váradi                         |
| 1984 Los Angeles     | Steve McCrory                        | Redzep Redzepovski                   | Ibrahim Bilali                       |
| 1984 Los Angeles     | Steve McCrory                        | Redzep Redzepovski                   | Eyüp Can                             |
| 1988 Seül            | Kim Kwang-Sun                        | Andreas Tews                         | Mario González                       |
| 1988 Seül            | Kim Kwang-Sun                        | Andreas Tews                         | Timofey Skryabin                     |
| 1992 Barcelona       | Choi Chol-Su                         | Raúl González                        | Tim Austin                           |
| 1992 Barcelona       | Choi Chol-Su                         | Raúl González                        | István Kovács                        |
| 1996 Atlanta         | Maikro Romero                        | Bulat Jumadilov                      | Zoltan Lunka                         |
| 1996 Atlanta         | Maikro Romero                        | Bulat Jumadilov                      | Albert Pakeyev                       |
| 2000 Sydney          | Wijan Ponlid                         | Bulat Jumadilov                      | Wladimir Sidorenko                   |
| 2000 Sydney          | Wijan Ponlid                         | Bulat Jumadilov                      | Jérôme Thomas                        |
| 2004 Atenes          | Yuriorkis Gamboa                     | Jérôme Thomas                        | Rustamhodza Rahimov                  |
| 2004 Atenes          | Yuriorkis Gamboa                     | Jérôme Thomas                        | Fuad Aslanov                         |
| 2008 Pequín          | Somjit Jongjohor                     | Andry Laffita                        | Vincenzo Picardi                     |
| 2008 Pequín          | Somjit Jongjohor                     | Andry Laffita                        | Georgy Balakshin                     |